# Бас-Агаш
Бас-Агаш, также Башагач — аул в Русско-Полянском районе Омской области России. Входит в состав Целинного сельского поселения. Население 291 чел. (2010) .

## История
В соответствии с Законом Омской области от 30 июля 2004 года № 548-ОЗ «О границах и статусе муниципальных образований Омской области» аул вошёл в состав образованного муниципального образования «Целинное сельское поселение».

## География
Бас-Агаш находится на юге региона, в пределах Ишимской равнины, являющейся частью Западно-Сибирской равнины.
Абсолютная высота — 100 м над уровнем моря.

## Население
| 2010 |
| ---- |
| 291  |

Гендерный состав
По данным Всероссийской переписи населения 2010 года в гендерной структуре населения из 291 человек мужчин — 139, женщин — 152	(47,8 и 52,2 % соответственно)
Национальный состав
Согласно результатам переписи 2010 года, в национальной структуре населения русские составляли 64 % от общей численности населения в 356 чел..

## Инфраструктура
Развитое сельское хозяйство (животноводство).

## Транспорт
Проходит автодорога «Русская Поляна — Целинное» (идентификационный номер 52 ОП МЗ Н-422).
Просёлочные дороги.